# Fatal Instinct
Fatal Instinct (br: Distração Fatal) é um filme estadunidense de 1993 do gênero comédia, dirigido por Carl Reiner. É uma paródia ao gênero suspense erótico, que na época tinha atingido o seu auge. O filme é estrelado por Armand Assante como um advogado e policial chamado Ned Ravine, que tem um caso com uma mulher chamada Lola Caim interpretada por Sean Young. Kate Nelligan estrela como a esposa de Ned Ravine e Sherilyn Fenn como Laura Lincolnberry, a secretária de Ravine. O título do filme foi uma combinação de ambos Fatal Attraction e Basic Instinct.
Este filme foi lançado na primavera de 1994 em VHS e está disponível em DVD e Blu-ray, mas apenas para a América do Norte e Europa.
O filme recebeu críticas geralmente negativas dos críticos; Mantém uma pontuação de 18% "podre" de 22 comentários no Rotten Tomatoes.
Em sua resenha para o Chicago Sun-Times, Roger Ebert classificou uma e meia estrela de quatro e afirmou: "É uma coisa estranha sobre o gênero da paródia: alguns desses filmes funcionam (...) e outros não. E você não pode dizer por que, exceto que às vezes você ri e às vezes não, e as razões para isso não são questionáveis". Janet Maslin, do The New York Times, acha que as piadas do filme "variam muito em termos de tempo e humor. Tudo o que mantém essa comédia juntos é uma visão divertida e uma convicção de que as histórias de detetive são intrinsecamente engraçadas, especialmente se o detetive é tão intrigante quanto Ned Ravine, como interpretado por Armand Assante, Ned é um pouco convincentemente denso, mas ele faz um cara útil".

## Sinopse
Ned Ravine, que é tanto um policial quanto um advogado (que muitas vezes defende as pessoas que prende), acredita que sabe sobre as mulheres e diz que vai jogar fora seu distintivo se alguém provar que está errado. Enquanto em uma vigia, ele encontra uma mulher sedutora chamada Lola Cain; no dia seguinte, Lola aparece em seu escritório de advocacia, dizendo que precisa que ele examine alguns papéis que encontrou. Enquanto isso, Max Shady, que acabou de ser libertado da prisão, começa a perseguir Ned, planejando matá-lo por não conseguir defender Max no tribunal.
A esposa de Ned, Lana, e seu mecânico de automóveis, Frank, com quem ela está tendo um caso, começam a conspirar para matar Ned, para cobrarem seu seguro de acidentes; se Ned for baleado, cair de um trem na direção norte e se afogar em um riacho de água doce, a Lana receberá nove milhões de dólares.
Lola faz com que Ned vá até a casa dela para examinar os "papéis", que na verdade são um recibo de lavanderia e um bilhete de loteria vencido, e os dois acabam fazendo sexo de várias maneiras selvagens. Na manhã seguinte, Ned diz que eles nunca podem fazer isso de novo porque ele ama sua esposa; isso leva Lola a começar a perseguir Ned.
Alguns dias depois, Ned pega o trem para ir a um simpósio legal; Lana e Frank também estão no trem, e Max também. Quando o trem passa sobre um lago, Lana atira em Max 36 vezes com um revólver, confundindo-o com Ned; Ned acha que Lana agiu o salvar. Ele prende Lana e depois a defende no tribunal, deixando-a livre de todas as acusações. Lana depois mata Frank, acreditando que ele iria abandoná-la, prendendo-o contra uma parede com sua furadeira elétrica; Lola testemunha isso e começa a chantagear Lana.
Ned confronta Lola e descobre que ela e Lana são irmãs gêmeas idênticas; depois que Lana quebrou o rosto de Lola com uma pá, os médicos lhe deram um rosto totalmente novo, fazendo com que o homem que ela amava a deixasse por Lana; Frank era o filho do homem. O plano de Lola desde o começo era se vingar de Lana seduzindo o marido e arruinando o casamento dela.
Mais tarde, a secretária de Ned, Laura, conta a Ned sobre os planos de Lana de matá-lo, tendo descoberto por si mesma. No andar de cima, Lana é atacada por Lola, que a afoga na banheira. Enquanto Ned sobe para investigar, o marido violento de Laura de quem ela escapou entra e a confronta; ela o mata com uma frigideira. Lola e Ned lutam, e Lola cai no patamar do segundo andar depois que Ned a empurra para trás com um secador de cabelo ligado por um corrimão quebrado (que Lana havia arrancado antes). Enquanto Ned e Laura se abraçam (e Ned joga seu distintivo), Lola e Lana voltam e os atacam; Laura atira nos dois. Ned e Laura se casam alguns dias depois.

## Elenco
- Armand Assante como Ned Ravine
- Sherilyn Fenn como Laura Lingonberry
- Kate Nelligan como Lana Ravine
- Sean Young como Lola Cain
- Christopher McDonald como Frank Kelbo
- James Remar como Max Shady
- John Witherspoon como Arch
- Bob Uecker como ele mesmo
- Eartha Kitt como juiz de julgamento
- Tony Randall como juiz Skanky
- Bill Cobbs como homem no parque (sem créditos)

## Paródias e referências
- 9½ Weeks
- As aparições nos filmes de Alfred Hitchcock
- Basic Instinct
- Beverly Hills, 90210
- Body Heat
- Body Double
- Caddyshack
- Cape Fear
- Chinatown
- Dick Tracy
- Double Indemnity
- Fatal Attraction
- Home Alone
- Les Diaboliques
- No Way Out
- The Man with Two Brains
- Pretty Woman
- Sleeping with the Enemy
- Teenage Mutant Ninja Turtles
- The Mambo Kings
- The Pee-wee Herman Show
- The Postman Always Rings Twice
- The Silence of the Lambs
- This Is Spinal Tap
- The Simpsons
- The Three Stooges
- The War of the Roses